# Şehr-i Hüzün
 Şehr-i Hüzün ist das dritte Studioalbum der türkischen Rockband maNga. Das Album wurde von den Labels Sony Music und GRGDN vertrieben, wurde vom Produzenten Hadi Elazzi produziert und in den GRGDN Ulus Studios aufgenommen. Bei den Aufnahmearbeiten wurde die Band Özgür Sarı, Tuluyhan Uğurlu (Piano), Tuğrul Akyüz (Effekt Engineering), Ali Sarıgül (Ney) und Emel Çölgeçen (Tontechnik). Der Name des Albums heißt übersetzt Melancholische Hafenstadt. Das Album ist am 20. April 2009 veröffentlicht worden und wird in der Türkei und Deutschland (Amazon) zum Verkauf angeboten. Zu dem Album wurden 3 Singles in der Türkei veröffentlicht, die Beni Benimle Bırak,Cevapsız Sorular und Dünyanın Sonuna Doğmuşum heißen.

## Musikstil
Die Musik des Albums lässt sich als eine Mischung aus Rock, Rap und Electronic beschreiben. Die Stimmlage des Sängers wechselt von Song zu Song. So zum Beispiel rappt der Sänger in den Songs Dünyanın Sonuna Doğmuşum oder Evdeki Ses. In den Songs Cevapsız Sorular oder Beni Benimle Bırak singt Ferman Akgül zu melodischem Hintergrund.

## Cover
Das Cover zeigt alle fünf Bandmitglieder die vor einem erhöhten Eingang stehen. Die Gitter an der Tür lässt erahnen, dass dies ein Gefängnis ist. Über der Tür ist der Bandname zu sehen auf beiden Seiten sind die mythologischen Sirenen zu erkennen. Im Vordergrund läuft ein Tier vorbei, wobei es aufgrund der verschwommenen Sichtweise nicht zu erkennen ist, welches. Das Cover wurde von Charles Richards entworfen. Die Booklet-Illustrationen stammen von Erdem Yücel, Kaan Demircelik, Can Yilmaz und Can Dağli.

## Thematik
Die Songs beinhalten hauptsächlich das Thema Liebe, gesellschaftliche Missstände und Einsamkeit. So zum Beispiel heißt es im Song Beni Benimle Bırak, dass der Protagonist in dem Stück mit sich selbst allein sein möchte. Des Weiteren beschreibt er, dass seine Seele weit von einer anderen Person entfernt ist. Beni Benimle Bırak heißt übersetzt Lass mich mit mir allein. Neben modernen Rockinstrumenten verwendet die Band klassische (Piano), sowie anatolische Musikinstrumente, wie eine Ney und Saz.

## Beispiele
Der Opener Gün Doğumu ist ein eineinhalb minütiges Instrumentalstück, dass durch seine melancholische Spielweise einen Teil des Inhaltes im Album verrät. Weitere Instrumentalstücke sind Gecenin Ritmi und Şehr-i Hüzün. Letztere Melodik erinnert leicht an den Song Beni Benimle Bırak.
Im 3. Stück des Albums, Dünyanın Sonuna Doğmuşum (auf Deutsch: Ich wurde am Ende der Welt geboren) handelt darüber, dass der Protagonist keine Sorgen mehr hat und glücklich ist, auch wenn er seine Handlungen nicht nachvollziehen kann, da er beschreibt, kein Gehirn zu haben. Zu dem Song wurde ein Musikvideo gedreht, was einen Menschen zeigt, der anfangs auf dem Sofa sitzt und bei einer türkischen Spielshow teilnimmt und dort gewinnt.
Cevapsız Sorular ist ein reines Liebeslied mit harmonischen Klängen und einer traurigen Thematik. Es geht darum, dass eine Person sich vollkommen über Nacht verändert, sodass nichts mehr so scheint wie es vorher war. Ein Liebespaar geht auseinander und bemerkt erst am Ende, dass sie nie wirklich zusammen waren. Auf Deutsch heißt der Song Fragen ohne Antwort.
Hepsi Bir Nefes beginnt mit der Frage, was die Welt den Menschen gegeben hat und antwortet, dass der Boden „leer“ und der Himmel sinnlos ist. In der zweiten Strophe wird die ständig wechselnde Gesellschaft attackiert. Übersetzt heißt Hepsi Bir Nefes Alles ist ein Atem
Alişırim Gözlerimi Kapamaya handelt darüber, dass der Protagonist in einer Traumwelt lebt und die Wahrheit und Verlogenheit in der Welt erkennt, als er die Augen öffnet. Er hat oft Fragen gestellt um Antworten auf diese zu erhalten und wurde dabei angelogen. Übersetzt heißt der Song Ich könnte mich daran gewöhnen, die Augen zu schließen.
Der Song Evdeki Ses ist ein Cover eines Songs der HipHop-Gruppe Cartel. Unterstützt wird die Band von Alper Aga.

## Titelliste
1. Gün Doğumu
2. Beni Benimle Bırak
3. Dünyanın Sonuna Doğmuşum
4. Cevapsız Sorular
5. Evdeki Ses
6. Her Aşk Ölümü Tadacak
7. Şehr-i Hüzün
8. Hayat Bu İşte
9. Üryan Geldim
10. Tek Yön Seçtiğim Tüm Yollar
11. Gecenin Ritmi
12. Hepsi Bir Nefes
13. Sessizlik Sona Erdi
14. Kaçamak Faslı
15. Alışırım Gözlerimi Kapamaya
16. Gün Batımı

## Chartplatzierungen
| Şehr-i Hüzün | Dünyanın Sonuna Doğmuşum | 1 | 1 | 83 | 335 |
| Şehr-i Hüzün | Beni Benimle Bırak       | 2 | 1 | 88 | —   |
| Şehr-i Hüzün | Cevapsız Sorular         | — | — | —  | —   |